# Kosovo e o euro

Participantes da Zona do Euro: Kosovo e o Montenegro, que também utiliza a moeda unilateralmente, estão em roxo.

Kosovo não possui moeda própria. Antes da introdução do Euro no ano de 2001, o Marco alemão era a moeda utilizada em todas as transações e nas operações bancárias desde 1996;  foi formalmente adotada como moeda do país em novembro de 1999. O marco foi substituído pelo euro em 2002, sem nenhuma objeção do Banco Central Europeu.  